# Meus Prêmios Nick 2012
O Meus Prêmios Nick 2012 foi a décima terceira edição da premiação. Ocorreu no dia 18 de outubro de 2012 e transmitiu ao vivo do Credicard Hall, em São Paulo, às 20 horas pela Nickelodeon Brasil, esta edição foi apresentada pelo apresentador de televisão Rodrigo Faro.
A premiação aconteceu com votação população com duas fases. Primeira fase aconteceu de 09 de julho a 06 de agosto com os 8 pré-indicados e a segunda fase de 13 de agosto a 17 de setembro com os 4 finalistas.

## Vencedores e indicados

### Programa de TV Favorito
| Indicado             | Resultado | País           |
| -------------------- | --------- | -------------- |
| Grachi               | Venceu    | Estados Unidos |
| Julie e os Fantasmas | Indicado  | Brasil         |
| Rebelde              | Indicado  | Brasil         |
| iCarly               | Indicado  | Estados Unidos |

### Atriz Favorita
| Indicado          | Programa             | Resultado | País   |
| ----------------- | -------------------- | --------- | ------ |
| Isabella Castillo | Grachi               | Venceu    | Cuba   |
| Débora Falabella  | Avenida Brasil       | Indicado  | Brasil |
| Lua Blanco        | Rebelde              | Indicado  | Brasil |
| Mariana Lessa     | Julie e os Fantasmas | Indicado  | Brasil |

### Ator Favorito
| Indicado        | Programa       | Resultado | País   |
| --------------- | -------------- | --------- | ------ |
| Cauã Reymond    | Avenida Brasil | Venceu    | Brasil |
| Fiuk            | Aquele Beijo   | Indicado  | Brasil |
| José Loreto     | Avenida Brasil | Indicado  | Brasil |
| Marcelo Serrado | Fina Estampa   | Indicado  | Brasil |

### Personagem de TV Favorito
| Indicado                             | Programa     | Resultado | País           |
| ------------------------------------ | ------------ | --------- | -------------- |
| Grachi (Isabella Castillo)           | Grachi       | Venceu    | Estados Unidos |
| Alice (Sophia Abrahão)               | Rebelde      | Indicado  | Brasil         |
| Crodoaldo (Marcelo Serrado)          | Fina Estampa | Indicado  | Brasil         |
| Valéria Bandida (Rodrigo Sant' Anna) | Zorra Total  | Indicado  | Brasil         |

### Apresentador de TV
| Indicado     | Resultado | País   |
| ------------ | --------- | ------ |
| Rodrigo Faro | Venceu    | Brasil |
| Luciano Huck | Indicado  | Brasil |
| Marcos Mion  | Indicado  | Brasil |
| Marimoon     | Indicado  | Brasil |

### Desenho Favorito
| Indicado       | Resultado | País           |
| -------------- | --------- | -------------- |
| Bob Esponja    | Venceu    | Estados Unidos |
| Kung Fu Panda  | Indicado  | Estados Unidos |
| Phineas e Ferb | Indicado  | Estados Unidos |
| Winx Club      | Indicado  | Itália         |

### Artista Internacional Favorito
| Indicado      | Resultado | País           |
| ------------- | --------- | -------------- |
| One Direction | Venceu    | Reino Unido    |
| Katy Perry    | Indicado  | Estados Unidos |
| Selena Gomez  | Indicado  | Estados Unidos |
| Justin Bieber | Indicado  | Canadá         |

### Cantora Favorita
| Indicado        | Resultado | País   |
| --------------- | --------- | ------ |
| Manu Gavassi    | Venceu    | Brasil |
| Ivete Sangalo   | Indicado  | Brasil |
| Mariana Lessa   | Indicado  | Brasil |
| Paula Fernandes | Indicado  | Brasil |

### Cantor Favorito
| Indicado     | Resultado | País   |
| ------------ | --------- | ------ |
| Luan Santana | Venceu    | Brasil |
| Di Ferrero   | Indicado  | Brasil |
| Pe Lanza     | Indicado  | Brasil |
| Thiaguinho   | Indicado  | Brasil |

### Banda Favorita
| Indicado         | Resultado | País   |
| ---------------- | --------- | ------ |
| NX Zero          | Venceu    | Brasil |
| Charlie Brown Jr | Indicado  | Brasil |
| CW7              | Indicado  | Brasil |
| Restart          | Indicado  | Brasil |

### Música do Ano
| Indicado           | Artista      | Resultado | País   |
| ------------------ | ------------ | --------- | ------ |
| "Não é Normal"     | NX Zero      | Venceu    | Brasil |
| "Minha Menina"     | Restart      | Indicado  | Brasil |
| "Ai Se Eu Te Pego" | Michel Teló  | Indicado  | Brasil |
| "Odeio"            | Manu Gavassi | Indicado  | Brasil |

### Revelação Musical
| Indicado   | Resultado | País   |
| ---------- | --------- | ------ |
| Valetes    | Venceu    | Brasil |
| College 11 | Indicado  | Brasil |
| Projota    | Indicado  | Brasil |
| Rebeldes   | Indicado  | Brasil |

### Filme do Ano
| Indicado                        | Resultado | País           |
| ------------------------------- | --------- | -------------- |
| Os Vingadores                   | Venceu    | Estados Unidos |
| Gato de Botas                   | Indicado  | Estados Unidos |
| O Espetacular Homem Aranha      | Indicado  | Estados Unidos |
| Uma Professora Muito Maluquinha | Indicado  | Brasil         |

### Gato do Ano
| Indicado      | Resultado | País   |
| ------------- | --------- | ------ |
| Ricardo Tozzi | Venceu    | Brasil |
| Chay Suede    | Indicado  | Brasil |
| Micael Borges | Indicado  | Brasil |
| Rodrigo Simas | Indicado  | Brasil |

### Gata do Ano
| Indicado           | Resultado | País      |
| ------------------ | --------- | --------- |
| Ísis Valverde      | Venceu    | Brasil    |
| Kimberly dos Ramos | Indicado  | Venezuela |
| Marina Ruy Barbosa | Indicado  | Brasil    |
| Mel Fronckowiak    | Indicado  | Brasil    |

### Humorista Favorito
| Indicado           | Resultado | País   |
| ------------------ | --------- | ------ |
| Eduardo Sterblitch | Venceu    | Brasil |
| Bruno Mazzeo       | Indicado  | Brasil |
| Tatá Werneck       | Indicado  | Brasil |
| Thalita Carauta    | Indicado  | Brasil |

### Atleta Favorito
| Indicado       | Resultado | País   |
| -------------- | --------- | ------ |
| Anderson Silva | Venceu    | Brasil |
| César Cielo    | Indicado  | Brasil |
| Murilo Endres  | Indicado  | Brasil |
| Neymar         | Indicado  | Brasil |

### Tuiteiro Favorito
| Indicado                     | Resultado | País   |
| ---------------------------- | --------- | ------ |
| Nickelodeon (@nickelodeonBR) | Venceu    | Brasil |
| Atrevida (@rev_atrevidinha)  | Indicado  | Brasil |
| Capricho (@capricho)         | Indicado  | Brasil |
| Marimoon (@marimoon)         | Indicado  | Brasil |

### Game Favorito
| Indicado           | Resultado | País           |
| ------------------ | --------- | -------------- |
| Grand Theft Auto V | Venceu    | Escócia        |
| The Last of Us     | Indicado  | Estados Unidos |

### Prêmio Ajude Seu Mundo
| Prêmio Ajude Seu Mundo |
| ---------------------- |
| GRAAC                  |